# Layia discoidea
Layia discoidea là một loài thực vật có hoa trong họ Cúc. Loài này được D.D.Keck mô tả khoa học đầu tiên năm 1958.